# Piotr Perkowski
Piotr Perkowski (* 4. März 1901 in Oweczacze, heute Druschne, Oblast Winniza, Ukraine; † 12. August 1990 in Otwock) war ein polnischer Komponist.

## Leben
Perkowski studierte an der Musikakademie Warschau bei Karol Szymanowski und in Paris bei Albert Roussel. Er leitete bis 1933 die Gesellschaft der Freunde sinfonischer Musik und wirkte danach am Konservatorium von Toruń. Nach 1945 war er Kompositionslehrer in Warschau und Wrocław. Zu seinen Schüler zählten Piotr Moss und Jerzy Maksymiuk.
Perkowski komponierte eine Radiooper (Girlandy, 1961) und fünf Ballette, Skizzen aus Toruń für Orchester, eine Dramatische Sinfonie und Schottische Impressionen, außerdem Lieder und einen Liederzyklus, eine Kantate und zwei Violinkonzerte.